# Адольф Арвидссон
Адольф Арвидссон (швед. Adolf Ivar (Iwar) Arwidsson; 1791, Падасйокі, Пяйят-Гяме, Фінляндія — 1858, Виборг, Велике князівство Фінляндське, Російська імперія) — фінський шведськомовний поет, письменник, журналіст, історик. Відомий як один із натхненників національного фінського руху, «піонер ідеї фінської незалежності». З політичних причин змушений був переїхати з Фінляндії до Швеції; в еміграції займався історичними дослідженнями, а також публікував статті з аналізом поточної ситуації у Фінляндії і роздумами про можливі шляхи розвитку своєї батьківщини. Директор Королівської бібліотеки Швеції у Стокгольмі. 

## Життєпис
Адольф Арвидссон народився 7 серпня 1791 в Падасйокі (фінська провінція Пяйят-Хяме). Його мати, Анна Катаріна Молін (1768—1843), була донькою помічника пастора, а батько, Арвид Адольф Арвидссон (1762—1832), походив з родини шевця і служив в Падасйокі помічником пастора. Пізніше, коли Арвид Адольф отримав посаду настоятеля парафії, сім'я переїхала в Лаукаа (провінція Кескі-Суомі (Центральна Фінляндія)). 
Адольф навчався в гімназії в Порвоо, потім в Королівській академії Обо, де в 1814 став кандидатом філософії.  
Ще навчаючись в академії, почав писати ліричні і романтичні вірші в дусі шведського поета Франса Міхаеля Францена і німецького поета Новаліса; в 1815 йому вдалося опублікувати свій перший вірш. 

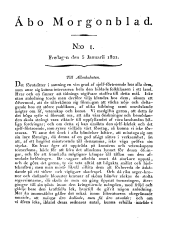
Перший номер газети Åbo Morgonblad (від 5 січня 1821)

У 1817 став доцентом після написання дисертації «Історичне уявлення про дух романтизму, що зародився в Середньовіччі», Арвидссон на рік поїхав до Швеції, де познайомився з багатьма літераторами та громадськими діячами, а також з одною із довірених осіб спадкового принца Карла Юхана.
З 1820 почав активну журналістську діяльність. Писав велику кількість політичних статей, які публікував як у фінських, так і в шведських газетах, а з 1821 почав випускати власну газету «Åbo Morgonblad».
Арвидссон писав про небезпеку, в якій знаходиться фінська нація, про необхідність розвитку фінської мови, про становлення національної громадянської свідомості і про створення фінської держави. В результаті цієї діяльності Арвидссон був звільнений з Королівської академії Обо у 1822 і був змушений наступного року емігрувати до Швеції. 
Оскільки Швеція в ті роки проводила обережну зовнішню політику і не хотіла сваритися з сусідами, Арвидссон не міг знайти ніякої роботи. Тільки у 1825 він зміг отримати посаду молодшого бібліотекаря в Королівській бібліотеці Швеції у Стокгольмі.  
Усі наступні роки він з більшою або меншою активністю брав участь в різних дискусіях про долю Фінляндії, що проходили як у формі публікацій статей в газетах, так і у формі публікації окремих брошур. 
У 1843 призначений на посаду директора  Королівської бібліотеки Швеції. 
Арвидссон раптово помер у 1858 під час поїздки по Фінляндії. Похований в Лаукаа — там, де жив у молодості. 

## Оцінка діяльності Арвидссона
Арвидссон найбільш відомий гаслом, яке нерідко йому приписували: «Ми не шведи, росіянами ми не хочемо ставати, будемо ж фінами». Насправді це не його слова, а оцінка суті його політичного мислення, яка була дана в 1861 професором Юганом Снелльманом. Традиційний погляд на ідеї Арвидссона полягає в тому, що він був проповідником національної самобутності і саме його слід вважати піонером ідеї незалежності.  

## Роботи
- Lärobok i Finlands historia och geografi för gymnasier och skolor / AI Arwidsson. Turku 1832. Підручник з історії та географії Фінляндії; вийшов без вказівки автора.

Арвидссоном були здійснені проєкти з видання тритомника «Шведська давнина» і десятитомної серії «Документи з висвітлення минулого Фінляндії». 

## Родина
У 1824 Арвидссон одружився з Йоганною Кароліною Армфельт (1795—1878) — донькою покійного барона Фредріка Армфельта. Слід зазначити, що шлюб між представниками різних станів в ті часи був вкрай рідкісним. В їхньому шлюбі народилося четверо дітей: 
- Гуго Івар (1825—1886);
- Торстен Адольф (1827? );
- Альфільд Йоханна (1829—1887);
- Сігрід Аура (1833 — ?).

Онук Адольфа Арвидссона, Івар Арвидссон  (1873—1936), був зоологом. 